# Les Proscrits
Les Proscrits est un roman d’Honoré de Balzac, paru en 1831 aux éditions Gosselin, puis en 1846 chez Furne, Dubochet, Hetzel dans les Études philosophiques de La Comédie humaine.

## Résumé
Au début du XIVe siècle, le sergent Tirechair vit près de Notre-Dame de Paris dans une sombre maison. Il loge deux étrangers qui l’effrayent et qu’il croit capables de sorcellerie, alors qu’il s’agit de deux gentilshommes. Le plus âgé a fréquenté la cour du roi ; le plus jeune, Godefroid, comte de Gand, est fils de la comtesse Mahaut, engagée comme servante chez les Tirechair. Le sergent s’apprête à les mettre à la porte le soir même où les deux hommes assistent à un cours de théologie mystique. On fait alors connaissance avec le docteur Sigier et sa théorie sur les mystères de la création.
Le vieux gentilhomme, qui a été proscrit de son pays natal, l’Italie, n’est autre que le poète Dante Alighieri, auquel un cavalier vient apprendre qu’il peut retourner à Florence, sa ville d’origine. Quant à Godefroid, qui s’apprêtait à se suicider pour rejoindre les anges, et que le poète sauve in extremis, il finit par retrouver sa mère et sa noble condition.
Le docteur Sigier, auprès duquel se presse une foule d'étudiants en théologie, est en fait Siger de Brabant. (Il y a un anachronisme d'une vingtaine d'années dans le récit de Balzac.)

## Thème
Ce roman fait partie du Livre mystique au même titre que Louis Lambert et Séraphîta. On y retrouve d’ailleurs un des thèmes de Louis Lambert : la théorie du docteur Sigier selon laquelle l’intelligence connaît plusieurs avatars, depuis l’intelligence de la brute jusqu’à l’intelligence des anges. Et aussi l’idée que les anges vivent parmi les hommes, idée que l’on retrouve souvent chez Balzac dans la description des portraits féminins (Esther, l’ange déchu de Splendeurs et misères des courtisanes, a l’aspect d’un ange et termine sa vie dans une sorte de rédemption angélique).
Dans son introduction aux Études philosophiques, Balzac indique : « La chaude et savante étude des Proscrits contient plusieurs propositions identiques : le suicide d’un enfant que l’ambition du ciel dégoûte de la vie, le génie devenant funeste à un grand poète. »

## Commentaire
Le dénouement rapide du récit, au premier abord complexe, fait de cette Esquisse historique (sous-titre de Balzac) une œuvre insolite où l’on retrouve l’expression du mysticisme de l’auteur de La Comédie humaine.